# Alan Hale (astronomo)
Alan Hale (Tachikawa, 7 marzo 1958) è un astronomo statunitense.

## Biografia
Nato a Tachikawa, in Giappone, crebbe ad Alamogordo, nel Nuovo Messico. Servì nella marina militare americana tra il 1976 ed il 1983, e si laureò all'Accademia navale nel 1980. In seguito, lavorò al Jet Propulsion Laboratory fino al 1986: qui collaborò alla progettazione di diversi veicoli spaziali, tra cui il Voyager 2.
Dopo l'incontro della sonda con il pianeta Urano, lasciò il JPL per frequentare l'Università statale del Nuovo Messico a Las Cruces, dove prese una laurea in astronomia nel 1992. Trovandosi a contatto con le scarse opportunità lavorative per gli astronomi, fondò il Southwest Institute for Space Research (successivamente rinominato Earthrise Institute), allo scopo di migliorare le condizioni della società scientifica.
Nel 1995, Hale condivise con l'astrofilo Thomas Bopp la scoperta della cometa Hale-Bopp, formalmente chiamata C/1995 O1, dopo aver osservato più di 200 comete.
Gli è stato dedicato un asteroide, 4151 Alanhale .